# Lutherse kerk (Beverwijk)

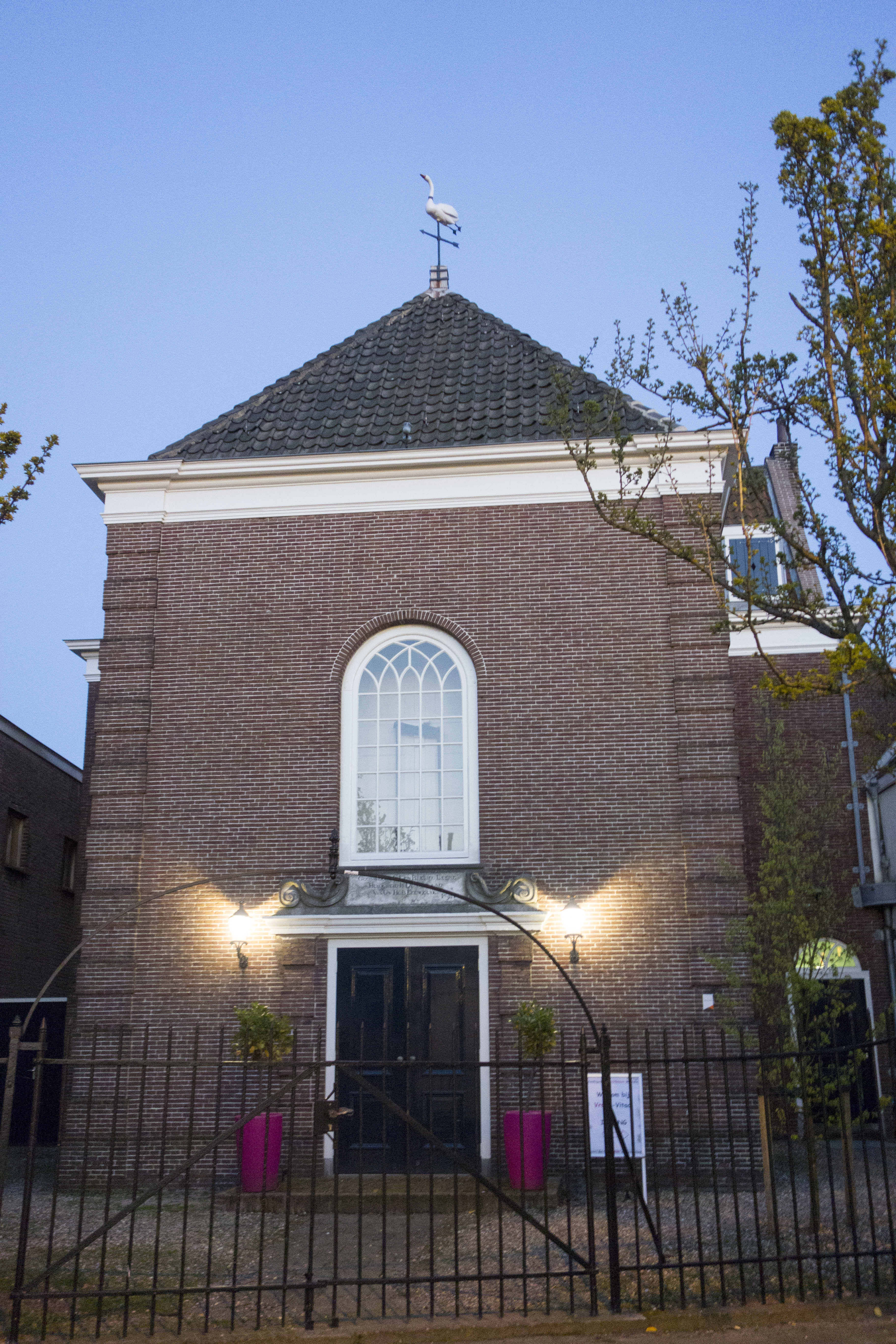
De Lutherse kerk in 2017

De Lutherse kerk (ook bekend als de Wijcker Swaen) staat aan de Koningstraat 119 in het centrum van de Noord-Hollandse stad Beverwijk. De kerk is gebouwd in 1774 door de Evangelisch Lutherse gemeente. 
Dominee Ferdinand Domela Nieuwenhuis heeft er van 1871 tot 1875 gepreekt. Binnenin is nog een oud tweeklaviers orgel (1875) te vinden, gebouwd door de firma Flaes uit Amsterdam. De ruimte biedt plaats aan 75 bezoekers. In het rijksmonument is een bedrijf gevestigd voor levensstijlcoaching en er worden culturele optredens georganiseerd.

## Bron
- Voeding voor de ziel ’bij de artiest op schoot’ in unieke serie optredens in kerkje de Wijcker Swaen in Beverwijk | Noordhollands Dagblad